# Archipines flavida
Archipines flavida es una especie de coleóptero de la familia Endomychidae.

## Distribución geográfica
Habita en América.